# Kudahuvadhoo
Kudahuvadhoo (Dhivehi: ކުޑަހުވަދޫ) ist eine maledivische Insel. Sie ist die Hauptinsel des Süd-Nilandhe-Atolls.

## Geographie
Die Insel liegt am südlichen Ende des Süd-Nilandhe-Atolls, das mit dem Verwaltungsatoll Dhaalu identisch ist. Kudahuvadhoo ist 181 km von der maledivischen Hauptstadt Malé und 113 km vom Flughafen Kadhdhoo auf dem Laamu-Atoll entfernt.
Kudahuvadhoo ist 1040 m lang und bis zu 880 m breit, die Gesamtfläche beträgt 0,69 km², während das Riff, in dem drei weitere unbewohnte Inseln liegen, 56,01 km² groß ist. Im Jahr 2014 lebten 2.447 Menschen auf der Insel.

## Geschichte

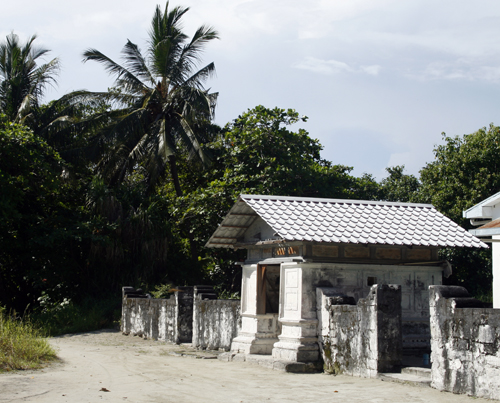
Moschee von Kudahuvadhoo

In den frühen 1980er Jahren besuchte der norwegische Abenteurer Thor Heyerdahl die Insel. Er bewunderte vor allem die alte Moschee der Insel, deren rückwärtiges Mauerwerk er als eines der schönsten, die er jemals gesehen hatte, bezeichnete. Kudahuvadhoo war zwar vom Erdbeben im Indischen Ozean 2004 und dem folgenden Tsunami betroffen, die Schäden waren jedoch gering.

## Sonstiges
Im März 2014 erregte die Insel weltweit Aufmerksamkeit, nachdem Bewohner berichteten, den verschollenen Malaysia-Airlines-Flug 370 gesichtet zu haben.